# L. Ron Hubbard

Hubbard in Los Angeles, 1950

Lafayette Ronald Hubbard (* 13. März 1911 in Tilden, Nebraska; † 24. Januar 1986 in San Luis Obispo, Kalifornien) war ein US-amerikanischer Science-Fiction-, Pulp-Magazin- und Selbsthilfe-Autor. 1950 beschrieb er ein System von Psychotechniken („Dianetik“) und 1954 gründete er die Organisation Scientology sowie die dazugehörende Scientology-Kirche.

## Leben
Hubbard war der Sohn von Ledora May Hubbard (geborene Waterbury) und Harry Ross Hubbard, einem abgemusterten Mitglied der US Navy. Seine ersten Lebensjahre verbrachte er in Helena (Montana). Hier war sein Vater zunächst Kartenverkäufer an einem Theater und erhielt 1914 eine Anstellung als Buchhalter bei einer Kohlenfirma. Im Frühjahr 1917 kehrte er zur US Navy zurück, kämpfte nach dem Eintritt der USA in den Ersten Weltkrieg, wurde nach Kriegsende Zahlmeister und verblieb bei der Marine, um weiter Karriere zu machen. Im Jahr 1920 war er bis zum Versorgungsoffizier aufgestiegen, wurde allerdings wegen nicht beglichener Rechnungen zeitweise vom Dienst zurückgestellt. 1921 durfte Harry Hubbard in den aktiven Dienst zurückkehren und erhielt einen Posten als stellvertretender Versorgungsoffizier auf dem Schlachtschiff Oklahoma. Daraufhin zog seine Mutter mit Ron nach San Diego, dem Heimathafen der Oklahoma. Ron trat dort einer Pfadfindergruppe der Boy Scouts of America bei und stieg bis zum Eagle Scout auf.
1924 zog Hubbards Familie nach Bremerton, Washington, und 1926 nach Seattle. Im Jahr 1927 begleitete Ron seine Mutter nach Guam, wo sein Vater mittlerweile stationiert war. Nach der Rückkehr verließ Ron im Jahr 1928 die High School und kehrte nach Guam zurück.
Nach seiner Rückkehr in die Vereinigten Staaten heiratete Ron Hubbard am 13. April 1933 Margaret „Polly“ Louise Grubb. Sein erster Sohn, L. Ron Hubbard junior, wurde am 7. Mai 1934 geboren. Später nannte sich dieser in Ronald DeWolf um. Im Jahr 1936 wurde das zweite Kind Catherine May geboren, und die Familie zog nach Bremerton. Im Dezember 1945 erklärte Louise Hubbard Grubb, Hubbard habe sie und ihre Kinder verlassen. Am 14. April 1947 beantragte sie die Scheidung, die am 24. Dezember 1947 in Port Orchard, Washington, ausgesprochen wurde.
Hubbard heiratete am 10. August 1946 Sara Northrup, die damals nichts von seiner ersten Ehe wusste, in Chestertown, Maryland – also acht Monate, bevor die Scheidung beantragt, und eineinhalb Jahre, bevor sie ausgesprochen wurde. Aufgrund dessen wurde Hubbard von Sara Bigamie vorgeworfen, doch kam es nie zu einem Gerichtsverfahren. Einige Monate später zog Sara diese und andere Aussagen zurück, die Ehe wurde geschieden und Sara erhielt das Sorgerecht für ihre Tochter Alexis, die Hubbard zuvor entführt hatte.
1952 heiratete er in dritter Ehe Mary Sue Whipp. Am Dreikönigstag 1954 kam sein Sohn Quentin Hubbard aus seiner dritten Ehe zur Welt, der Hubbards Nachfolger bei Scientology werden sollte und sich 1976 das Leben nahm.
Im Februar 1979 wurde Hubbard in Frankreich in Abwesenheit wegen Betruges zu vier Jahren Gefängnis verurteilt, trat diese Haftstrafe jedoch nie an. In diesem Jahr wurde er auch das letzte Mal von glaubwürdigen Zeugen gesehen. Mary Sue, seine dritte Ehefrau und zu jener Zeit Leiterin der Organisation, wurde in den USA für ihre Beteiligung an der Operation Snow White wegen Strafvereitelung, Einbruchs in Regierungsgebäude und Diebstahls von Dokumenten und Regierungseigentum verurteilt.
Hubbard starb am 24. Januar 1986 auf seiner Ranch in der Nähe von Creston, Kalifornien, an einem Schlaganfall. Die Witwe aus dritter Ehe wurde seine Nachfolgerin bei Scientology; über das beträchtliche Erbe wurde ein Erbschaftsstreit gegen den Sohn aus erster Ehe vor Gericht ausgefochten.

### Ausbildung, berufliche und literarische Tätigkeiten
Während die Familie Ron Hubbards unter anderem durch den Erbschaftsstreit dokumentiert ist, bestehen hinsichtlich seiner Ausbildung und Militärzeit beträchtliche Differenzen in den Selbstzeugnissen Hubbards und den publizierten Biographien.
Ron Hubbard begann 1928 in Guam mit dem Verfassen von Kurzgeschichten. Am 18. Dezember 1928 fiel er durch die Aufnahmeprüfung zur Navy-Akademie. 1929 wurde er von der US Navy aufgrund seiner schlechten Augen abgelehnt. Im September 1930 schrieb er sich für Civil Engineering (Bauingenieurwesen) an der George Washington University ein. Er wurde Reporter für die Campus-Zeitung Hatchet, schloss das Jahr aber nur mit einem D-Grade-Examen, einem „ausreichend“, ab. 1931 erschien sein erster Artikel im Sportsman Pilot. Der Hatchet veröffentlichte im Februar 1932 seine ersten Science-Fiction-Geschichten. Im Sommer desselben Jahres musste er die Universität verlassen.
1936 hatte Hubbard den noch weitgehend unerschlossenen Markt der sogenannten Pulp-Stories für sich entdeckt (siehe dazu Pulp-Magazin). 1937 erschien sein erster Roman Buckskin Brigades. 1938 lernte Hubbard den Herausgeber des Astounding, John W. Campbell, kennen. Noch im selben Jahr wurde The Dangerous Dimension veröffentlicht.
Nach Eintritt der USA in den Zweiten Weltkrieg versuchte Hubbard erneut, bei den US-Streitkräften angenommen zu werden. 1941 wurde er von der US Navy im Offiziersrang Lieutenant Junior Grade (entsprechend einem Oberleutnant zur See) angenommen und der Public-Relations-Abteilung zugeordnet. Nachdem er 4 Jahre und 8 Monate gedient hatte, verließ er im Dezember 1945 die amerikanische Marine im Dienstgrad eines Lieutenant (entsprechend einem Kapitänleutnant). Nach eigenen Angaben wurde er an der Front „in Stücke geschossen“, nach Angaben eines Biografen erhielt Hubbard wegen eines Magengeschwürs und Arthritis eine Rente. Seine Akte enthält nach Recherchen eines Journalisten die Anmerkung „Verdacht auf Geistesgestörtheit“.
In den 1960er Jahren versuchte er sich als Erfinder. Unter anderem erfand er ein Gerät, das den Schmerz von Tomaten messen sollte, wenn man diese aufschneidet.

### Religiöse Beschäftigung und Theorien
Nach seiner Rückkehr in die Vereinigten Staaten zog Hubbard über San Francisco nach Pasadena. Hier begann er sich für Religion und Magie zu interessieren, wie sie vom Ordo Templi Orientis verfolgt wurde. Er trat diesem Orden jedoch nicht bei, sondern arbeitete mit Jack Parsons zusammen, einem Briefschüler des Okkultisten Aleister Crowley. Als Hubbard und Parsons ankündigten, durch eine magische Operation ein „Moonchild“, ein magisch optimiertes Kind, zu erzeugen, reagierte Crowley erbost.
Die Zusammenarbeit von Hubbard und Parsons endete, als Hubbard Parsons Yacht entwendete und mit Parsons früherer Freundin Sara Northrup an Bord das Weite suchte. Hubbard glaubte, dass Parsons, nachdem er den Diebstahl entdeckt hatte, einen Dämon beschwor, der das Schiff zum Kentern brachte.
1950 veröffentlichte Hubbard das Buch Dianetik, in dem er Therapien entwarf und versprach, er würde Menschen zu „unsterblichen Genies“ machen. Als das Buch einen gewissen Erfolg verzeichnete, begründete er eine als Dianetik bezeichnete Lehre mit entsprechenden Seminaren, die er als „angewandte religiöse Philosophie“ bezeichnete. 1954 gründete er dann aus steuerlichen Gründen eine Kirche namens Scientology. Nach Aussage von Harlan Ellison kam die Idee bei einem Treffen von Science-Fiction-Autoren in New York auf. Hubbard beklagte die schlechte Bezahlung für seine literarischen Arbeiten, worauf Lester del Rey halb im Scherz vorgeschlagen habe, er solle doch eine Religionsgemeinschaft gründen, weil diese steuerbefreit sei.
Hubbard entwickelte u. a. ein Verfahren, das Probleme beim Studieren auf bestimmte Ursachen zurückführt, zum Beispiel: nicht oder falsch verstandene Wörter, zu wenig Bezug zur Realität oder eine übersprungene Stufe. Laut Hubbard würde das zu körperlichen Symptomen wie Gähnen oder Schwindel oder auch zur Aufgabe des Studiums führen können.
Die „Studiertechnologie“ wird als vermeintliches Mittel gegen Analphabetismus und Schulmüdigkeit angeführt. Sie wird in Scientology-Gemeinden und einigen von Scientologen geführten Privatschulen angewendet, teils auch von nicht organisierten Lesern der Bücher. Kritiker verweisen auf die fehlende Wissenschaftlichkeit der Methode sowie darauf, dass L. Ron Hubbard keinen Studienabschluss aufwies, und dass David Miscavige, der derzeitige Führer von Scientology, keinen High-School-Abschluss vorzuweisen habe.
1966 trat Hubbard offiziell von der Leitung der Organisation zurück und gründete die „Sea Org“ als Elite-Truppe von Scientology. Mit einer Schiffsflotte bereiste er mehrere Jahre lang das Mittelmeer und den Nordatlantik. Etwa ab 1974 lebte er wieder in den Vereinigten Staaten, zuerst in Florida, dann in Kalifornien. In den 1980er Jahren verfasste er zwei größere Science-Fiction-Romane, darunter das später mit John Travolta verfilmte Battlefield Earth – Kampf um die Erde.
In vielen Scientology-Organisationen wurde ein Büro für ihn bereitgehalten, das nur von Reinigungskräften betreten wird.

## Bibliografie
Hubbard ist angeblich der Autor von über 100 Sachbüchern und über 220 Romanen, von denen manche in über 50 Sprachen übersetzt wurden. In den 1930er- und 1940er-Jahren veröffentlichte Hubbard nur Romane, anschließend vor allem Sachbücher. Des Weiteren gibt es noch diverse Loseblattsammlungen von Schriften, die einige tausend Seiten umfassen.

### Belletristik

#### Serien
Conquest of Space (Kurzgeschichten, als René Lafayette)
- 1 Forbidden Voyage (1949)
- 2 The Magnificent Failure (1949)
- 3 The Incredible Destination (1949)
- 4 The Unwilling Hero (1949)
- 5 Beyond the Black Nebula (1949)
- 6 The Emperor of the Universe (1949)
- 7 The Last Admiral (1950)

Kilkenny Cats (Kurzgeschichten, als Kurt von Rachen)
- The Idealist (1940)
- The Kilkenny Cats (1940)
- The Traitor (1941)
- The Mutineers (1941)
- The Rebels (1942)

Mission Earth
- 1 The Invaders Plan (1985)
- 2 Black Genesis (1986)
- 3 The Enemy Within (1986)
- 4 An Alien Affair (1986)
- 5 Fortune of Fear (1986)
- 6 Death Quest (1987)
- 7 Voyage of Vengeance (1987)
- 8 Disaster (1987)
- 9 Villainy Victorious (1987)
- 10 The Doomed Planet (1987)

Ole Doc Methuselah (Kurzgeschichten, auch als René Lafayette)
- Ole Doc Methuselah (1947)
- The Expensive Slaves (1947)
- Her Majesty’s Aberration (1948)
- The Great Air Monopoly (1948)
- Plague (1949)
  - Deutsch: Die Pest an Bord. Moewig (Terra #512), 1967.
- A Sound Investment (1949)
  - Deutsch: Panik. Moewig (Terra #512), 1967.
- Ole Mother Methuselah (1950)
  - Deutsch: Mama Methusalem. Moewig (Terra #512), 1967.
- Ole Doc Methuselah (1970, Sammlung)

Slaves of Sleep
- 1 Slaves of Sleep (1939)
- 2 The Masters of Sleep (1950)

#### Romane
- The Carnival of Death (1934)
- Under the Black Ensign (1935)
- Spy Killer (1936)
- Buckskin Brigades (1937)
- The Tramp (1938, 2011)
- The Ghoul (1939, 1991)
- Fear (1940)
  - Deutsch: Opfer der Dämonen. Pabel (Vampir Horror-Roman #69), 1974.
- Final Blackout (1940)
- Typewriter in the Sky (1940)
- Death’s Deputy (1940)
  - Deutsch: Bote des Grauens. Pabel (Vampir Horror-Roman #26), 1973.
- The Chee-Chalker (1947)
- The End Is Not Yet (1947)
- To the Stars (1950, auch als Return to Tomorrow, 1954)
  - Deutsch: Gefangen in Raum und Zeit. Gebrüder Zimmermann (Hönne Utopia-Spitzenklasse #8), 1957. Auch: Moewig (Terra #60), 1959.
- Battlefield Earth (1982)
  - Deutsch: Kampf um die Erde
- The Case of the Friendly Corpse (1991)
- Ai! Pedrito! When Intelligence Goes Wrong (1998, mit Kevin J. Anderson)
- A Very Strange Trip (1999, mit Dave Wolverton)
- The Falcon Killer (2011)
- Hurricane (2011)
- Mouthpiece (2012)

#### Sammlungen
- The Kingslayer (1949, auch als Seven Steps to the Arbiter, 1975)
- Triton and Battle of Wizards (1949)
- From Death to the Stars (1953)
- Lives You Wished to Lead But Never Dared (1978)
- The Kilkenny Cats Series (1992)
- Science Fiction Short Stories Volume 1 (1993)
- The Invaders & The Beast (1993)
- If I Were You (2008)
- The Great Secret (2008)
- Danger in the Dark (2009)
- When Shadows Fall (2009)
- The Professor Was a Thief (2009)
- A Matter of Matter (2010)
- The Crossroads (2010)
- Golden Age Stories - Fantasy Tales: Danger in the Dark, If I Were You (2010)
- Greed (2011)
- Beyond All Weapons (2012)
- Death Waits at Sundown (2012)
- Hell’s Legionnaire (2012)
- The Magic Quirt (2012)
- Mouthpiece (2012)
- Gunman’s Tally (2013)
- One Was Stubborn (2014)

Deutsche Sammlung
- Die Kämpfer des Lichts. Moewig (Terra #512), 1967.

#### Kurzgeschichten
- Dead Men Kill (1934)
- Twenty Fathoms Down (1934)
- He Walked to War (1935)
- The Sky-Crasher (1936)
- The Mad Dog Murder (1936)
- Flaming Arrows (1936)
- The Dangerous Dimension (1938)
  - Deutsch: Die negative Dimension. In: Sam Moskowitz (Hrsg.): Die Gesichter der Zukunft. Pabel (Terra Taschenbuch #220), 1973.
- Branded Outlaw (1938)
- General Swamp, C.I.C. (1939, als Frederick Engelhardt)
- This Ship Kills! (1939, als Frederick Engelhardt)
- Trouble on His Wings (1939)
- The Ultimate Adventure (1939)
- Danger in the Dark (1939)
- Vanderdecken (1939, als Frederick Engelhardt)
- If I Were You (1940)
- The Professor Was a Thief (1940)
- Triton (1940, auch als The Indigestible Triton, 1940, als René Lafayette)
- The Kraken (1940, als Frederick Engelhardt)
- The Devil’s Rescue (1940)
- One Was Stubborn (1940, als Rene La Fayette)
- History Class, 2133 A.D. (1941, als Frederick Engelhardt)
- The Crossroads (1941)
- The Case of the Friendly Corpse (1941)
- Borrowed Glory (1941)
- The Last Drop (1941, mit L. Sprague de Camp)
- The Invaders (1942, auch als Behind the Black Nebula)
  - Deutsch: Der Feind. In: Walter Ernsting (Hrsg.): Utopia Science Fiction Magazin, #8. Pabel, 1957.
- He Didn’t Like Cats (1942)
- Strain (1942)
- The Room (1942)
- The Slaver (1942)
- Space Can (1942)
- The Beast (1942)
- The Great Secret (1943)
- The Obsolete Weapon (1948)
- When Shadows Fall (1948)
- 240,000 Miles Straight Up (1948)
- Preface (The Kingslayer) (1949)
- Story Preview: A Matter of Matter (1949)
- The Kingslayer (1949)
- The Conroy Diary (1949, als René Lafayette)
- Battle of Wizards (1949)
- A Matter of Matter (1949)
- The Automagic Horse (1949)
- The Planet Makers (1949)
- A Can of Vacuum (1949)
- Beyond All Weapons (1950)
- Hoss Tamer (1950)
- Greed (1950)
- Battling Bolto (1950)
- Final Enemy (1950)
- Tough Old Man (1950)
- The Were-Human (1981)
- He Found God (1982)
- Mission Earth (excerpt) (1985)
- Unlucky Pistols (2003)
- Stacked Bullets (2012)
- The Magic Quirt (2012)
- Vengeance Is Mine! (2012)

### Scientology
- Dianetics: The Modern Science of Mental Health. Hermitage House, New York 1950.
- Science of Survival. Hubbard, Wichita and East Grinstead 1951.
- Self Analysis. International Library of Arts and Science, Wichita 1951.
- Dianetics: The Original Thesis. Wichita Publishing, Wichita 1951.
- Handbook for Preclears. Scientic Press, Wichita 1951.
- Notes on the Lectures of L. Ron Hubbard. Hubbard, Wichita 1951.
- Advanced Procedure and Axioms. Hubbard, Wichita 1951.
- Scientology 8-8008. Hubbard, Phoenix und Scientology, East Grinstead 1952.
- A Key to the Unconscious. Scientic Press, Phoenix 1952.
- Dianetics: The Evolution of a Science. Hubbard, London 1953.
- Scientology: A History of Man. Hubbard, London 1953.
- How to Live Though an Executive. Hubbard, Phoenix 1953.
- Self-Analysis in Dianetics. Ridgway, London 1953.
- Scientology 8-8008. Hubbard, London 1953.
- Dianetics 19551. Hubbard, Phoenix 1954.
- The Creation of Human Ability: A Handbook for Scientologists. Hubbard, Phoenix 1955.
- This Is Scientology: The Science of Certainty. Hubbard, London 1955.
- The Key to Tomorrow (selections), edited by U. Hubbard, Keith Gerry. Johannesburg 1955.
- Scientology: The Fundamentals of Thought. Hubbard, London 1956.
- Problems of Work. Hubbard, Johannesburg 1957.
- Fortress in the Sky (on the moon). Hubbard, Washington, D.C. 1957.
- Have You Lived Before This Life? Hubbard, London 1958.
- Self-Analysis in Scientology. Hubbard, London 1959.
- Scientology: Plan for World Peace. Scientology, East Grinstead 1964.
- Scientology Abridged Dictionary. Hubbard, East Grinstead 1965.
- A Student Comes to Saint Hill. Sidney Press, Bedford 1965.
- Scientology: A New Slant on Life. Hubbard, London 1965.
- East Grinstead. Hubbard, East Grinstead 1966.
- Introduction to Scientology Ethics. Scientology, Edinburgh 1968.
- The Phoenix Lectures. Scientology, Edinburgh 1968.
- How to Save Your Marriage. Scientology, Copenhagen 1969.
- When in Doubt, Communicate: Quotations from the Work of L. Ron Hubbard. Hrsg. von Ruth Minshull und Edward M. Lefshon. Scientology, Ann Arbor, Michigan 1969.
- Scientology 0-8. Scientology, Copenhagen 1970.
- Mission into Time. Scientology, Copenhagen 1973.
- The Management Series 1970-1974. American Saint Hill Organization, Los Angeles 1974.
- The Organization Executive Course. 8 Bde. American Saint Hill Organization, Los Angeles 1974.
- Dianetics Today. Scientology, Los Angeles 1975.
- Dianetics and Scientology Technical Dictionary. Scientology, Los Angeles 1975.
- The Technical Bulletins of Dianetics and Scientology. Scientology, Los Angeles 1976–1986.
- The Volunteer Minister's Handbook. Scientology, Los Angeles 1976.
- Axioms and Logics. Scientology, Los Angeles 1976.
- A Summary of Scientologyfor Churches. Scientology, Los Angeles 1977.
- The Book of Case Remedies. Scientology, Los Angeles 1977.
- What Is Scientology. Scientology, Los Angeles 1978.
- The Research and Discovery Series. Los Angeles, Scientology, 1980–1986.
- The Second Dynamic. Hrsg. von Cass Pool. Heron, Portland, Oregon 1981.
- Self-Analysis. Bridge, Los Angeles 1982.
- Scientology: Fundamentals of Thought. Bridge, Los Angeles 1983.
- Dianetics: The Evolution of a Science. Bridge, Los Angeles 1983.
- The Problems of Work. Bridge, Los Angeles 1983.
- The Dynamics of Life. Bridge, Los Angeles 1983.
- The Way to Happiness. Bridge, Los Angeles 1984.
- Purification: An Illustrated Answer to Drugs. Bridge, Los Angeles 1984.
- The Learning Book. New Era, Copenhagen 1984.
- Child Dianectics. Bridge, Los Angeles 1989.